# Diorygopyx niger
Diorygopyx niger är en skalbaggsart som beskrevs av Matthews 1974. Diorygopyx niger ingår i släktet Diorygopyx och familjen bladhorningar. Inga underarter finns listade i Catalogue of Life.